# Mara Marini
Mara Marini (21 de noviembre de 1938, Bérgamo, Italia) es una pintora surrealista e ilustradora italiana que reside en Argentina desde 1955.

## Trayectoria
Estudió en la Academia de Brera de Milán y en la Escuela "Ernesto de la Cárcova" de Buenos Aires.
Expone en galerías desde 1958 y en 1972 ganó el Premio Extranjeros del Salón Nacional de Artes Plásticas, Buenos Aires.
Obtuvo el Premio Martín Malharro, del Salón Municipal de Pintura "Manuel Belgrano" en 1974 y participó en exposiciones individuales y de museos desde 1960.

## Ilustraciones
- Revista "Lyra"- Número Especial- Portada- Buenos Aires (1976)
- Revista del Diario "La Nación"- "La Inteligencia, un enigma para sabios", Buenos Aires, (1977).

## Publicaciones
- Rafael Squirru - Pintura-Pintura. Siete valores argentinos en el arte actual: Marini, Mara-Ediciones Arte y Crítica, Buenos Aires, 1975
- Mara Marini, la magia de su universo - 106 p. - 1992, Santiago de Chile: Iglesias-Kuppenheim Ediciones 956-7258-01-5